# 기총소사

기총소사를 수행하는 A-10 선더볼트 II

기총소사(機銃掃射, strafing)는 비행하고 있는 비행기나 헬리콥터 등에서 다수의 목표물을 향해 기관총으로 난사하는 행위를 의미한다. 항공기에 장착된 자동화기를 사용하여 저공비행 항공기에서 지상 목표물을 공격하는 군사적 관행이다. 덜 일반적으로, 이 용어는 더 작은 구경의 무기를 사용하고 고정되거나 느리게 움직이는 표적을 표적으로 삼는 고속 보트와 같은 육상 또는 해군 선박의 고속 발사 실행을 설명하기 위해 확장되어 사용된다.

## 같이 보기
- 공격기
- 군사항공